# Di-positronio
El di-positronio, o dipositronio, es una molécula que consta de dos átomos de positronio. Su existencia se predijo en 1946 por John Archibald Wheeler, y posteriormente fue estudiado teóricamente, pero no fue observado hasta 2007 en un experimento realizado por David Cassidy y Allen Mills en la Universidad de California, Riverside.
Los investigadores hicieron moléculas de positronio al disparar haces concentrados de positrones sobre una película delgada de dióxido de silicio poroso. Al desacelerar sobre el sílice, los positrones capturaron electrones simples para formar átomos de positronio. Dentro del sílice, estos sobrevivieron lo suficiente para interactuar, formando di-positronio molecular.  Avances en capturar y manipular positrones, y técnicas de espectroscopia permiten estudiar las interacciones Ps-Ps.  En 2012, Cassidy et al. fueron capaces de producir el estado L=1 de positronio molecular excitado.